# قائمة الأحزاب السياسية في السودان
1. حزب بناء السودان
2. الحزب الاشتراكي الديمقراطي الوحدوي (حشد الوحدوي)SDUP
3. الحزب الديمقراطي الليبرالي الموحد
4. حزب الأمة القومي
5. حزب الولايات المتحدة السودانية
6. حزب الأمة الوطني
7. حزب العموم السوداني
8. حزب الأمة السوداني القيادة الجماعية.
9. حزب الأمة للإصلاح والتنمية
10. حزب الأمة للإصلاح والتجديد
11. حزب المؤتمر السوداني
12. الإخوان المسلمون في السودان
13. التجمع الاتحادي المعارض
14. الحزب الإتحادي الديمقراطي -الاصل
15. حزب الأسود الحرة السودانية
16. الحركة الشعبية لتحرير السودان
17. الحزب الشيوعى السودانى
18. حزب المؤتمر الشعبي
19. حزب المؤتمر الوطني
20. حزب وحدة وادي النيل
21. حركة تحرير السودان
22. مؤتمر البجا
23. [[حركة العدل والمساواة
24. جبهة الشرق
25. حركة حق-السودان
26. حزب المستقلين القومي التلقائي - بقيادة مالك حسين وجلال الدين محمد
27. المنبر الديمقراطي لجبال النوبة
28. حركة كوش
29. المنظمة السودانية للحقوق والتنمية المعاصرة (منظمة سوادنة))
30. تنظيم القوى المستقلة الحرة
31. التحالف الفيدرالي الديمقراطي السوداني
32. الحزب القومي السوداني
33. حزب البعث السوداني
34. حركة تحرير شرق السودان
35. جبهة استقلال شرق السودان
36. حزب الحقيقه الفدرالى
37. حزب العدالة " الاصل "
38. الحزب السودانى الوحدوى القومى ( SUN PARTY )
39. حزب الشعب الحر
40. حزب التمكين السوداني
41. حزب الوطن (السودان)
42. الحزب الوطني الاتحادي الموحد
43. الجبهة الشعبية المتحدة للتحرير والعدالة